# 덕곡초등학교
덕곡초등학교는 대한민국 경상북도 고령군 덕곡면 예리에 있는 공립 초등학교이다.

## 학교 연혁
- 1934년 10월 24일 덕곡공립보통학교 개교(설립인가 9월 29일)
- 1940년 10월 8일 예동간이학교 개교
- 1945년 9월 30일 예동국민학교로 승격
- 1984년 3월 1일 병설유치원 개원
- 1996년 3월 1일 덕곡초등학교로 교명 변경
- 1998년 3월 1일 예동분교장 편입
- 1999년 3월 1일 분교장 격하(고령초등학교 덕곡분교장, 예동분교장)
- 2000년 3월 1일 예동분교장 통합, 덕곡초등학교 승격
- 2009년 2월 17일 영어 도서관 개관
- 2016년 2월 5일 제78회 졸업(졸업생 총수 5,126명)
- 2016년 3월 1일 4학급 편성 (유치원 1학급)
- 2016년 9월 1일 제35대 정태호 교장 부임

## 참고 자료
- 덕곡초등학교 - 한국교육학술정보원 학교알리미